# Guiné-Bissau nos Jogos Olímpicos de Verão de 1996
A Guiné-Bissau participou dos Jogos Olímpicos de Verão de 1996 em Atlanta, Estados Unidos. A delegação foi composta por três desportistas que competiram no atletismo e na luta.

## Desempenho

### Atletismo
Masculino
| Atleta           | Evento | Eliminatórias | Eliminatórias | Quartas-de-final | Quartas-de-final | Semifinais  | Semifinais  | Final       | Final       |
| Atleta           | Evento | Res.          | Pos.          | Res.             | Pos.             | Res.        | Pos.        | Res.        | Pos.        |
| ---------------- | ------ | ------------- | ------------- | ---------------- | ---------------- | ----------- | ----------- | ----------- | ----------- |
| Amarildo Almeida | 100 m  | 10.85         | 8º/bat. 3     | Não avançou      | Não avançou      | Não avançou | Não avançou | Não avançou | Não avançou |
| Fernando Arlete  | 800 m  | 2:00.07       | 7º/bat. 3     |                  |                  | Não avançou | Não avançou | Não avançou | Não avançou |

### Lutas
Masculino
| Atleta        | Categoria       | Fase de 32             | Oitavas-de-final             | Quartas-de-final       | Semifinais             | Final                  | Final |
| Atleta        | Categoria       | Adversário e resultado | Adversário e resultado       | Adversário e resultado | Adversário e resultado | Adversário e resultado | Pos.  |
| ------------- | --------------- | ---------------------- | ---------------------------- | ---------------------- | ---------------------- | ---------------------- | ----- |
| Talata Embalo | Livre até 57 kg | USA K. Cross D SUP     | Repescagem: TUR H. Doğan D F | Não avançou            | Não avançou            | Não avançou            | 21º   |

Legenda
| Recorde mundial      | Recorde mundial (World record)               |                       | Recorde africano                      | Recorde africano (African) |                                           | Q | Classificado por posição (Qualified) |
| Recorde olímpico     | Recorde olímpico (Olympic record)            | Recorde da América    | Recorde da América (Americas)         | q                          | Classificado por melhor tempo (Qualified) |   |                                      |
| Melhor marca do ano  | Melhor marca do ano (World leading)          | Recorde asiático      | Recorde asiático (Asian)              | DNS                        | Não largou (Did not start)                |   |                                      |
| Recorde nacional     | Recorde nacional (National record)           | Recorde europeu       | Recorde europeu (European)            | DNF                        | Não terminou (Did not finish)             |   |                                      |
| Recorde pessoal      | Recorde pessoal do atleta (Personal best)    | Recorde da Oceania    | Recorde da Oceania (Oceania)          | DSQ / DQ                   | Desclassificado (Disqualified)            |   |                                      |
| Recorde da temporada | Recorde da temporada do atleta (Season best) | Recorde sul-americano | Recorde sul-americano (South America) | NM                         | Sem marca (No mark)                       |   |                                      |